# Ildikó (jméno)
Ildikó je ženské křestní jméno germánského původu. Jde o maďarskou podobu germánského jména Ilda, popřípadě Hilda. Podle maďarského kalendáře slaví svátek 10. března.
V roce 2014 žilo na světě přibližně 160 967 nositelek jména Ildikó, nejvíce z nich v Maďarsku, kde jde o 8. nejčastější ženské jméno.
V maďarské mytologii byla Ildikó sedmnáctou a poslední manželkou hunského krále Attily.

## Vývoj popularity
Nejvíce populární bylo jméno Ildikó v Maďarsku mezi lety 1965 až 1974, kdy se narodilo 3 343 nositelek žijících k roku 2021.

## Známé osobnosti
- Ildikó Bóbisová – maďarská šermířka
- Ildikó Enyediová – maďarská režisérka a scenáristka
- Ildikó Minczová-Nébaldová – maďarská šermířka
- Ildikó Lendvai – maďarská politička
- Ildikó Pándyová – československá politička
- Ildikó Pusztaiová – maďarská šermířka
- Ildikó Ságiová-Rejtőová – maďarská šermířka
- Ildikó Schwarczenbergerová – maďarská šermířka